# Strzelanina w Las Vegas
Strzelanina w Las Vegas – masowe zabójstwo, które miało miejsce wieczorem 1 października 2017 roku w Las Vegas w Stanach Zjednoczonych; sprawca ataku, 64-letni Stephen Paddock pochodzący z pobliskiego Mesquite, ostrzelał z okna na 32. piętrze hotelu Mandalay Bay Resort and Casino uczestników koncertu odbywającego się pod kasynem Luxor Las Vegas, w czasie trzydniowego festiwalu muzyki country „Route 91 Harvest” na Las Vegas Strip. Sprawca oddał ponad 1000 strzałów w tłum z okna hotelowego, zabijając 60 osób i ranił 411, a wliczając w to osoby ranne w wybuchu paniki łącznie 867 osób zostało rannych; sprawca popełnił samobójstwo.
Jest to najgorsza pod względem liczby ofiar masowa strzelanina popełniona przez jednego człowieka w historii USA, oraz druga w historii świata po zamachach w Norwegii z 2011 roku. Wywołała ona po raz kolejny dyskusję o dostępie do broni palnej w USA. Sprawca został znaleziony w pokoju hotelu Mandalay Bay Resort and Casino, z którego oddał strzały do tłumu. W pokoju znajdowały się dwadzieścia trzy sztuki broni palnej, w tym karabinki i karabiny. W domu sprawcy znaleziono ponadto 19 sztuk broni, bardzo dużą ilość amunicji oraz materiały wybuchowe. Odpowiedzialność za atak przypisało sobie tzw. Państwo Islamskie, według którego sprawca przyjął imię Abu Abdul Barr al-Amrik. FBI nie potwierdziło powiązań sprawcy z jakąkolwiek grupą terrorystyczną, w tym z ISIS.

## Tło
Miejscem strzelaniny był w rzeczywistości obszar niemunicypalny Paradise położony przy Las Vegas Strip, a nie Las Vegas. Od 2014 jesienią odbywał się tam coroczny festiwal muzyki country Route 91 Harvest; w 2017 festiwal odbywał się w dniach 29 września – 1 października, a w końcowym jego dniu, kiedy doszło do strzelaniny, uczestniczyło w nim około 22 000 osób.

## Sprawca
Sprawcą masakry był 64-letni Stephen Paddock, były inwestor nieruchomości, który mieszkał w czasie przed atakiem na osiedlu dla emerytów w miejscowości Mesquite. Był on synem Benjamina Paddocka, przestępcy, który napadał na banki i od 1969 do 1977 znajdował się na liście najbardziej poszukiwanych osób przez FBI. Paddock w okresie przed masakrą prawdopodobnie miał depresyjny nastrój, zaczął prowadzić skryty tryb życia i nadużywać alkoholu, ale jego motywy pozostają nieznane.

## Przebieg

Schemat ataku

Paddock prawdopodobnie przez dłuższy czas przygotowywał się do ataku, w okresie przed nim miał często odwiedzać hotele pod którymi odbywały się festiwale, co sugeruje, że mógł chcieć już wtedy dokonać ataku, oraz czytać w internecie o uzbrojeniu i taktyce wojskowo-policyjnej. Sprawca do hotelu Mandalay Bay przyjechał kilka dni przed atakiem, 25 września. Ostatnie dni przed atakiem spędził głównie na uprawianiu hazardu. W trakcie pobytu wnosił do swojego pokoju hotelowego bagaże, w których, jak się później okazało, był jego arsenał broni palnej. Dzień przed atakiem wywiesił na drzwiach pokoju tabliczkę z napisem Nie przeszkadzać.
W dniu 1 października 2017 od godz. 22:05 do godz. 22:15 Paddock strzelał z okna w tłum uczestników koncertu muzyki country. Prawdopodobnie pierwszą osobą postrzeloną był ochroniarz hotelu, który o 22:05 przechodził przed pokojem Paddocka, kiedy ten akurat oddał swoje pierwsze strzały, które z nieznanych przyczyn wymierzone były w drzwi od pokoju, które wcześniej sprawca zatarasował od wewnątrz – kilka z nich przebiło się przez nie i raniło ochroniarza. Paddock następnie skierował ostrzał przez okno w koncert. Strzelanina została uchwycona na wielu nagraniach z telefonów komórkowych uczestników koncertu. W około 10-minutowym ostrzale zginęło 60 osób, a 411 zostało rannych. O godz. 22:15 sprawca przerwał ostrzał. Prawdopodobnie w tym czasie popełnił samobójstwo przez strzał z rewolweru w podniebienie. Chwilę później funkcjonariusze jednostki specjalnej SWAT wyważyli drzwi i weszli do pokoju sprawcy, z którego prowadzony był ostrzał. Paddock oddał ponad 1000 strzałów. Ustalono także, że tuż przed masakrą wybił szyby w oknach pokoju przy użyciu młotka i na początku strzelał pojedynczymi strzałami zanim zaczął oddawać serie z karabinów automatycznych. Wielu uczestników koncertu początkowo odebrało strzały jako odgłosy wystrzałów fajerwerków. Policja także początkowo była zdezorientowana tym skąd pochodzą strzały, więc długo nie podjęto interwencji z powodu problemów ze zlokalizowaniem napastnika. Specjalna jednostka SWAT dotarła do pokoju sprawcy już po jego śmierci i tym samym zakończeniu ataku. Kiedy funkcjonariusze wchodzili do pokoju hotelowego sprawcy, jeden z nich przez przypadek oddał strzały z broni, które jednak nikogo nie raniły. W pokoju Paddocka oprócz broni palnej znaleziono też materiały wybuchowe. Znaleziono też na komputerze sprawcy pornografię dziecięcą, ale nieznany jest związek tych materiałów z motywami sprawcy.
Po ataku ewakuowano pobliskie budynki w okolicy hotelu skąd strzelał sprawca masakry. Początkowo w mediach podawano informacje, że w hotelu Mandalay Bay, w okolicy koncertu, strzelały do siebie konkurencyjne gangi i że jest kilku rannych. Później okazało się, że był jeden napastnik i zginęło aż kilkadziesiąt osób, a setki osób zostało rannych. Sprawca został zidentyfikowany chwilę po północy przez szeryfa.

## Ofiary strzelaniny
Lista ofiar strzelaniny:

1. Hannah Ahlers (lat 34)
2. Heather Alvarado (lat 35)
3. Dorene Anderson (lat 49)
4. Samanta Arjune (lat 49)
5. Carrie Barnette (lat 34)
6. Jack Beaton (lat 54)
7. Steve Berger (lat 44)
8. Candice Bowers (lat 40)
9. Denise Burditus (lat 50)
10. Sandy Casey (lat 34)
11. Andrea Castilla (lat 28)
12. Denise Cohen (lat 58)
13. Austin Davis (lat 29)
14. Thomas Day (lat 54)
15. Christiana Duarte (lat 22)
16. Stacee Etcheber (lat 50)
17. Brian Fraser (lat 39)
18. Keri Galvan (lat 31)
19. Dana Gardner (lat 52)
20. Kimberly Gervais (lat 57)
21. Angela Gomez (lat 20)
22. Rocio Guillen (lat 40)
23. Charleston Hartfield (lat 34)
24. Christopher Hazencomb (lat 44)
25. Jennifer Irvine (lat 42)
26. Nicol Kimura (lat 38)
27. Jessica Klymchuk (lat 34)
28. Carly Kreibaum (lat 33)
29. Rhonda LeRocque (lat 42)
30. Victor Link (lat 55)
31. Jordan McIldoon (lat 22)
32. Kelsey Meadows (lat 28)
33. Calla Medig (lat 28)
34. Sonny Melton (lat 29)
35. Pati Mestas (lat 67)
36. Austin Meyer (lat 24)
37. Adrian Murfitt (lat 35)
38. Stephen Paddock (lat 64)
39. Rachael Parker (lat 33)
40. Jennifer Parks (lat 36)
41. Carrie Parsons (lat 31)
42. Lisa Patterson (lat 46)
43. John Phippen (lat 56)
44. Melissa Ramirez (lat 26)
45. Jordyn Rivera (lat 21)
46. Quinton Robbins (lat 20)
47. Cameron Robinson (lat 28)
48. Tara Roe-Smith (lat 34)
49. Lisa Romero-Muniz (lat 48)
50. Christopher Roybal (lat 29)
51. Brett Schwanbeck (lat 61)
52. Bailey Schweitzer (lat 20)
53. Laura Shipp (lat 50)
54. Erick Silva (lat 21)
55. Susan Smith (lat 53)
56. Brennan Stewart (lat 30)
57. Derrick Taylor (lat 56)
58. Neysa Tonks (lat 46)
59. Michelle Vo (lat 32)
60. Kurt Von Tillow (lat 55)
61. William Wolfe (lat 42)

## Upamiętnienie
W 2018 władze klubu hokeja na lodzie Vegas Golden Knights zastrzegły dla zawodników swojej drużyny nr 58 dla upamiętnienia liczby ofiar strzelaniny.